# Closer (álbum de Josh Groban)
Closer é o segundo álbum de estúdio do cantor Josh Groban.